# Рекендорф
Рекендорф (њем. Reckendorf) општина је у њемачкој савезној држави Баварска. Једно је од 36 општинских средишта округа Бамберг. Према процјени из 2010. у општини је живјело 2.030 становника. Посједује регионалну шифру (AGS) 9471175.

## Географски и демографски подаци
Рекендорф се налази у савезној држави Баварска у округу Бамберг. Општина се налази на надморској висини од 254 метра. Површина општине износи 13,1 km². У самом мјесту је, према процјени из 2010. године, живјело 2.030 становника. Просјечна густина становништва износи 155 становника/km².